# Welcome to the Club
«Bienvenido al Club» —título original en inglés: «Welcome to the Club»— es el segundo episodio de la sexta temporada de la serie de televisión posapocalíptica, horror Fear the Walking Dead. Se estrenó el 18 de octubre de 2020. 
Este episodio fue dirigido por Lennie James, quien interpreta a Morgan Jones marcando su debut como director. también marca la primera aparición de Zoe Colleti como Dakota, quien juega un rol importante para esta temporada.

## Trama
Strand y Alicia están trabajando con Virginia para limpiar los desechos de la comunidad. Marcus comienza a acosar a Strand y Alicia pero es reprendido por Dakota, la hermana menor de Virginia.
Virginia envía a Alicia y Strand a un almacén lleno de caminantes como castigo donde los prueba. Charlie también aparece en el almacén y fue castigada por intentar escapar del almacén. Sanjay, un preso que ya vivió la muerte de sus compañeros y varios pioneros, llega al almacén. De repente, Dakota aparece para ayudarlos a escapar del almacén, provocando la muerte de dos pioneros que intentaron capturarla y llevarla a Virginia. Strand asesina a Sanjay por ser un cobarde y junto con Alicia, Janis y Charlie, logran someter a los caminantes con éxito.
Más tarde, Virginia elogia a Strand por su trabajo de eliminar a los caminantes del almacén y le da una llave y un puesto muy importante para la comunidad. Strand envía a Alicia a otra parte y se despide de ella. Strand intenta convencer a Daniel de su verdadero yo, pero lo ignora de nuevo. Daniel deja la comunidad y es atacado por un caminante, cuando de repente es salvado por un hombre misterioso quien revela ser Morgan Jones.

## Recepción

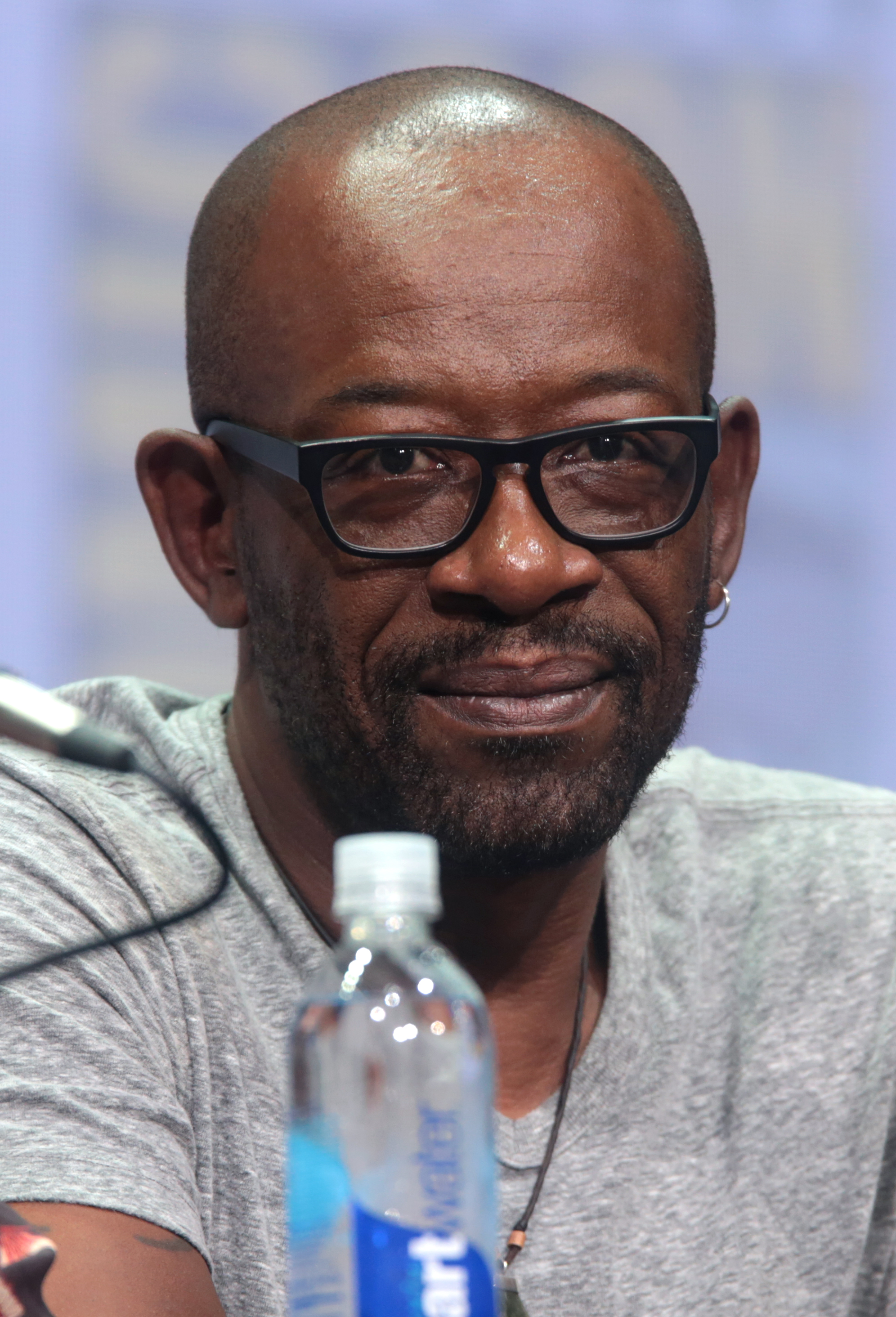
El episodio fue dirigido por el miembro principal del reparto Lennie James.

### Respuesta crítica
David S.E. Zapanta de Den of Geek! le dio una calificación de 4.5/5 elogiando el episodio, y escribío: "Este puede ser el debut como director de James, pero no obstante ofrece uno de los episodios más fuertes de Fear."

### Calificaciones
El episodio fue visto por 1,55 millones de espectadores en los Estados Unidos en su fecha de emisión original, debajo del episodio anterior.